# François Chabot

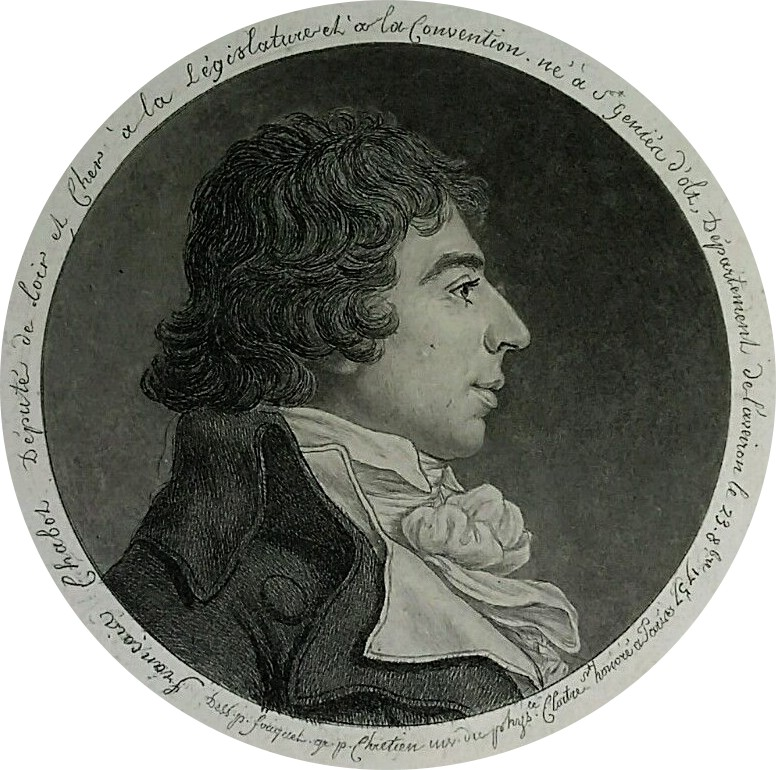
François Chabot

François Chabot (Saint-Geniez-d'Olt, 23 ottobre 1756 – Parigi, 5 aprile 1794) è stato un rivoluzionario francese.

## Biografia
Figlio di un cuoco, divenne frate cappuccino e prete e dopo la promulgazione della costituzione civile del clero fu un vicario di Henri Grégoire, vescovo costituzionale di Blois. Fondò il club giacobino di Rodez e venne eletto deputato all'Assemblea legislativa: sedette a sinistra e fu, con Claude Bazire e Antoine-Christophe Merlin, un esponente dei cordiglieri.
Venne eletto alla Convenzione nazionale, dove votò per la condanna a morte di Luigi XVI e si oppose alla proposta di perseguire gli autori dei massacri di settembre.
Sposò la sorella del banchiere austriaco Junius Frey e si improvvisò uomo d'affari: coinvolto nello scandalo della Compagnia francese delle Indie Orientali, venne condannato a morte dal Comitato di salute pubblica e ghigliottinato.
Il corpo venne sepolto nel Cimitero degli Errancis.